# 4322 Billjackson
4322 Billjackson (1981 EE37) là một tiểu hành tinh vành đai chính được phát hiện ngày 11 tháng 3 năm 1981 bởi Schelte J. Bus ở Siding Spring.